# Chłopczyca (dziewczyna)

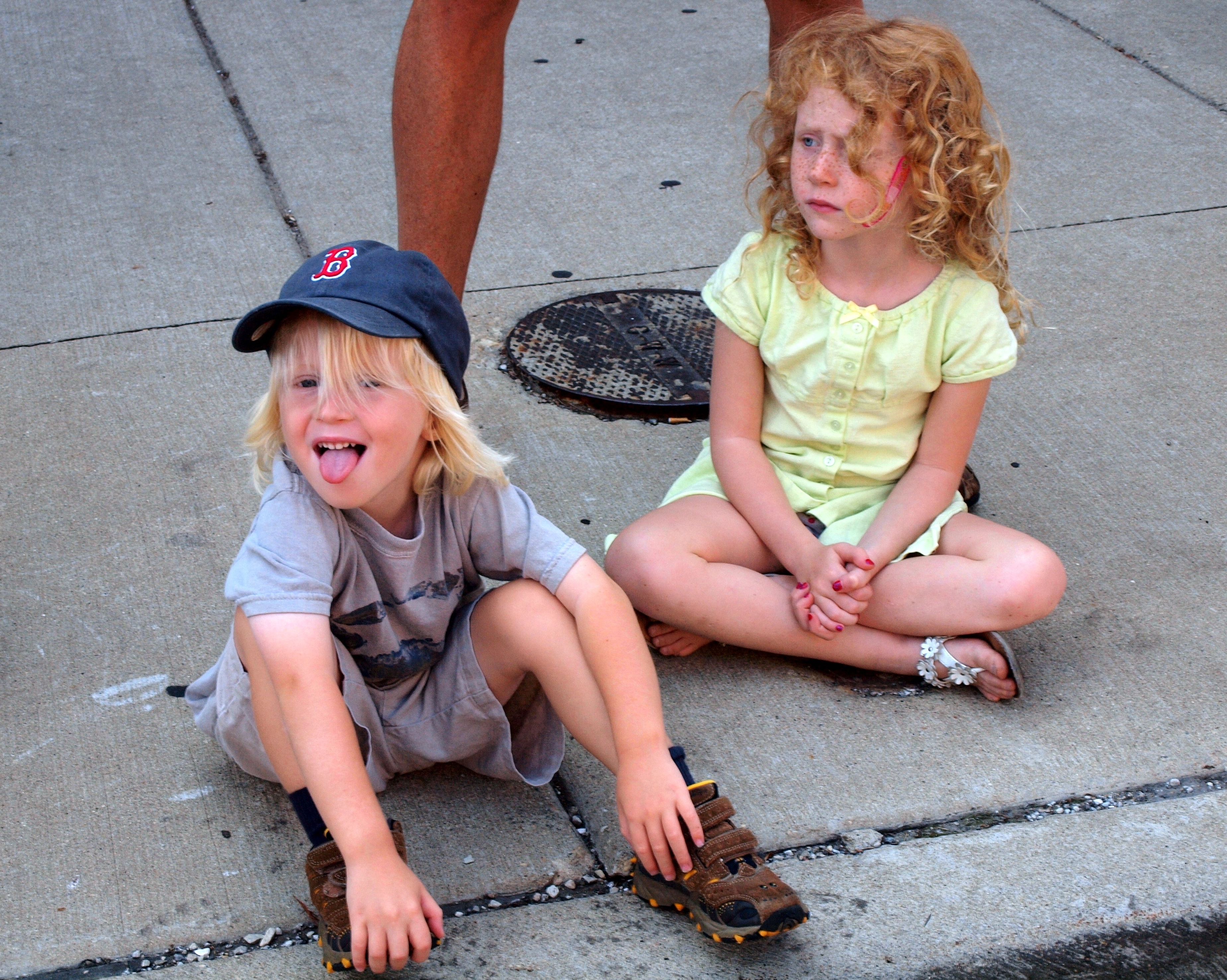
Dwie dziewczynki – na lewo: ubrana w stylu chłopczycy, na prawo: ubrana w stylu „słodkiej dziewczynki” (ang. girly girl)

Chłopczyca (także: chłopaciara, chłopaczara, ang. tomboy) – dziewczyna, która zachowuje się jak chłopiec lub jest podobna do chłopca. Typ chłopczycy może występować nie tylko wśród dziewcząt, ale także wśród kobiet dorosłych.

## Chłopczyce w wieku dziecięcym i nastoletnim

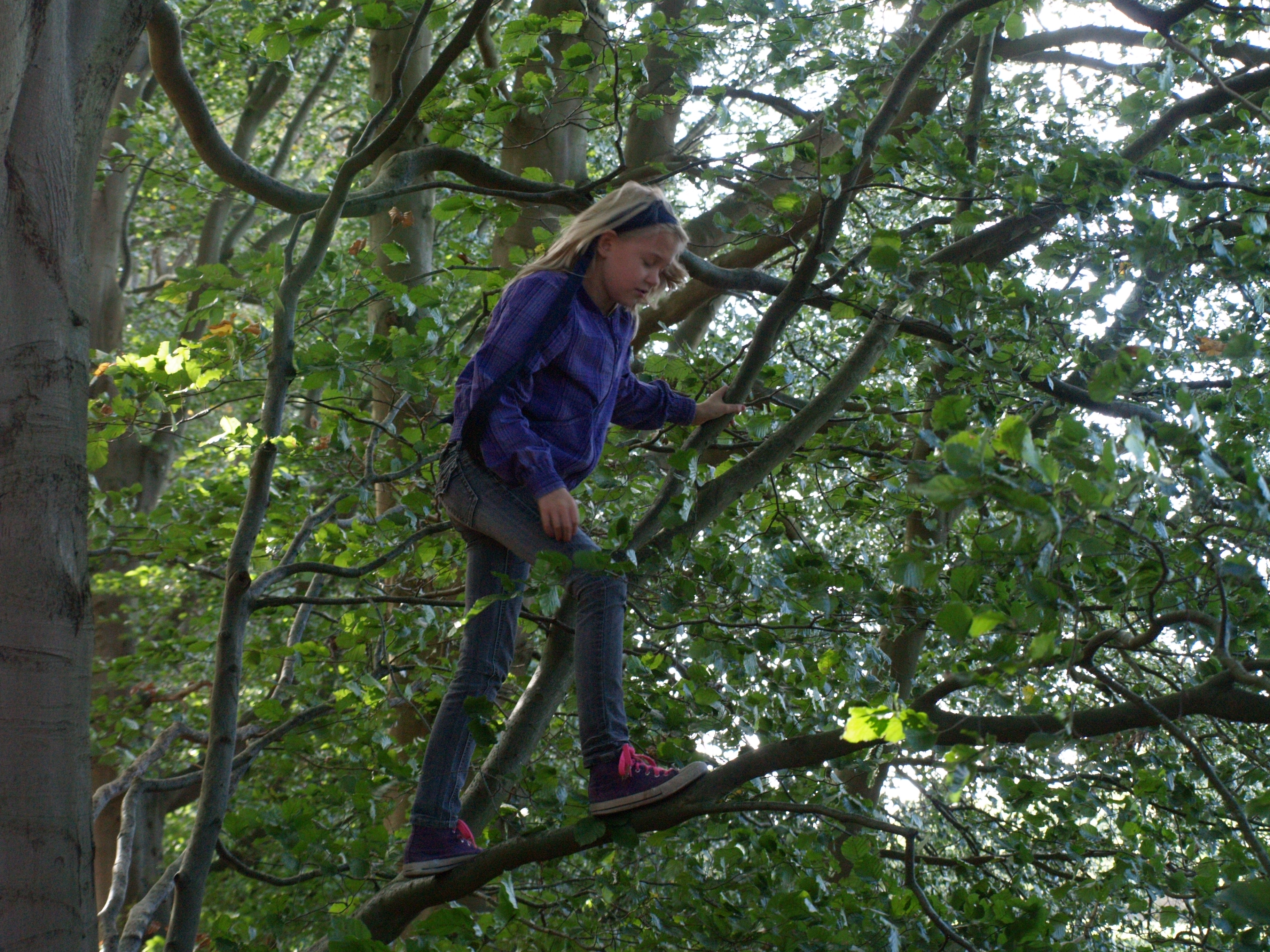
Zabawa we wspinanie się po drzewach

Chłopczyce preferują zwykle ubiór typowy dla chłopców i bawią się w „chłopięce” gry i zabawy, które wymagają dużej ruchliwości i wysiłku fizycznego oraz uprawiają te dziedziny aktywności, które w wielu kulturach kojarzą się raczej z zajęciami typowymi dla chłopców.
Specjaliści z zakresu wychowania uważają, że każde dziecko jest inne i nie należy go zmuszać do takiej ani innej aktywności, ani wtłaczać go w sztywne ramy określonych zachowań i ról społecznych. Nietypowe zachowanie dziecka nie powinno być powodem do niepokoju.
Rodzice, którzy mieli do czynienia z chłopczycami twierdzą, że większość z nich wyrasta z chłopięcych zabaw. W życiu dorosłym są dobrymi kobietami, żonami i matkami i zwykle lepiej sobie w nim radzą, ponieważ są zdecydowane, stanowcze i konkretne, a w sytuacjach zagrożenia potrafią siebie obronić.

## Postrzeganie chłopczycy w kulturze zachodniej

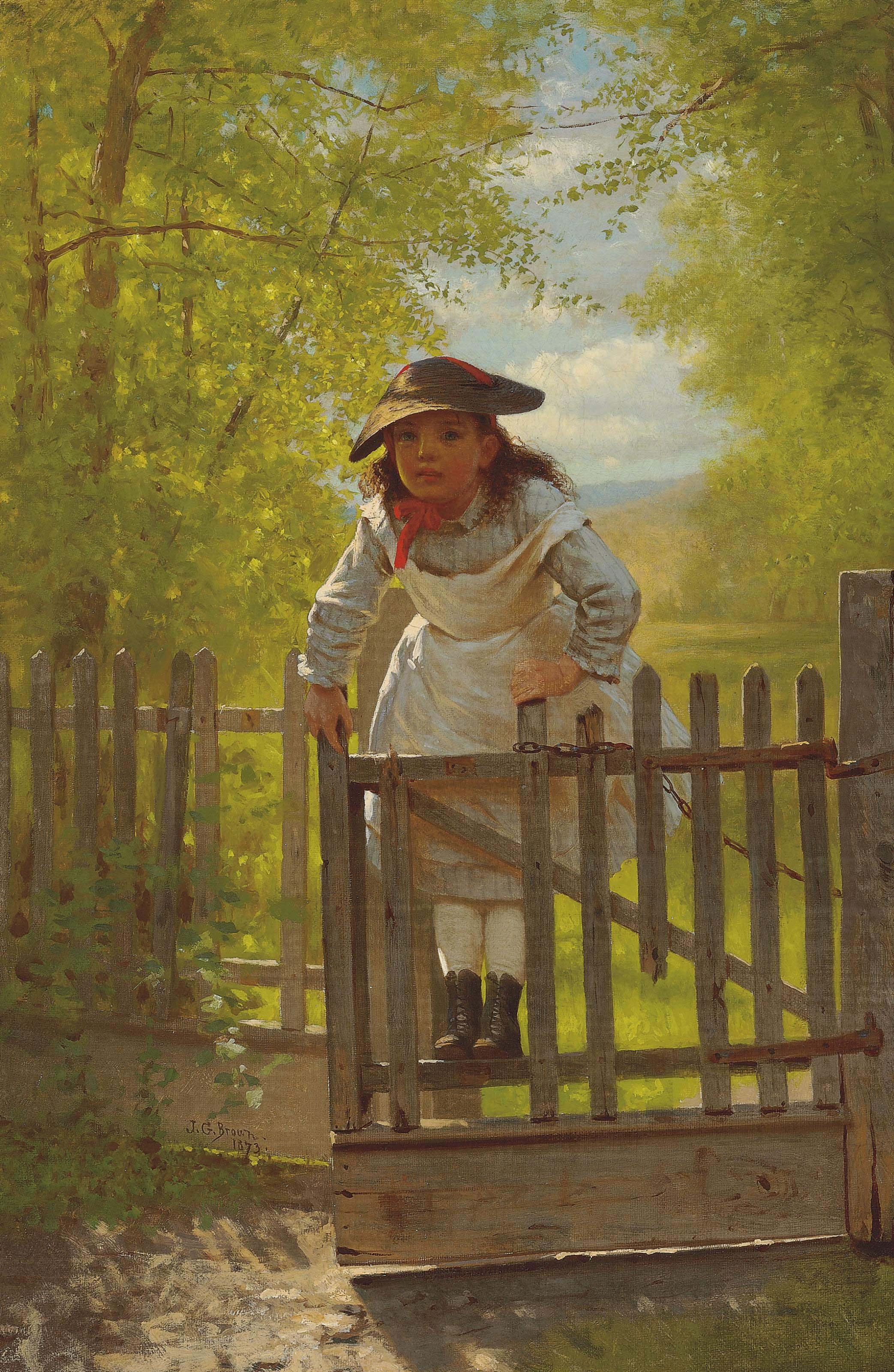
Chłopczyca (The Tomboy) – obraz Johna George’a Browna (1873)

Badacz tematyki gender Jack Halberstam twierdzi, że podczas gdy płynność ról płciowych wśród młodych dziewcząt jest obecnie w coraz większym stopniu tolerowana, to jednak na dorastające dziewczyny, które okazują męskie zachowania, jest jeszcze często wywierany nacisk, aby tego zaniechały lub są one za to karane. W świecie zachodnim spada jednak stopień powszechności noszenia tradycyjnie kobiecej odzieży, takiej jak sukienki, bluzki i spódnice. Na ogół noszenie przez dziewczęta i kobiety typowo męskiej odzieży nie jest już uznawane za ich maskulinizację.

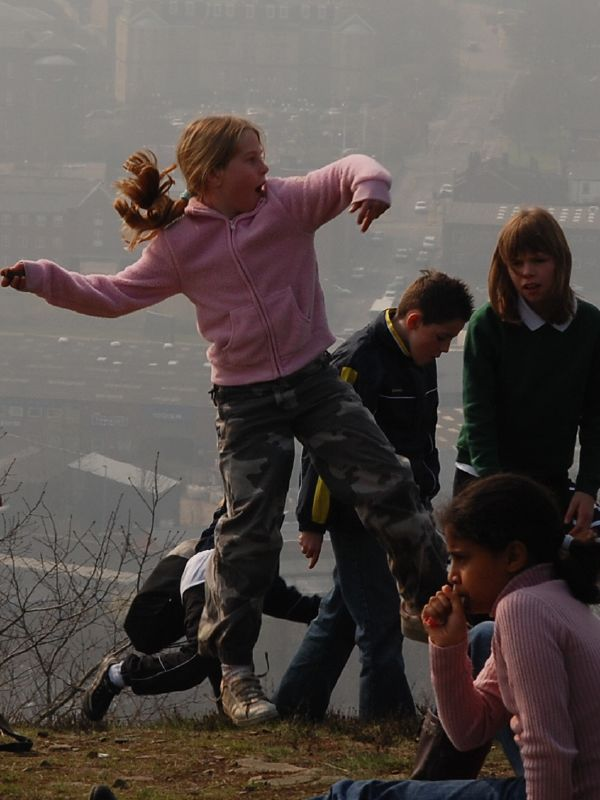
Zabawa w rzucanie kamieniem

W ostatnich czasach wzrost popularności kobiecych imprez sportowych i innych aktywności, które były tradycyjnie zdominowane przez mężczyzn poszerzył zakres tolerancji społecznej i zmniejszył pejoratywny odbiór wyrażenia tomboy.

## Historia słowatomboy
W kulturze anglosaskiej słowem określającym chłopczycę jest wyraz tomboy, który po raz pierwszy pojawił się w druku jako Tom boy w latach 50. XVI w. Z upływem czasu zmieniał swoje znaczenie. Na podstawie tych zmian można obserwować zmianę postrzegania tomboya w kulturze anglosaskiej.
Pierwotnie (w latach 50. XVI w.) wyraz ten oznaczał niegrzecznego, niesfornego chłopca, a następnie (w latach 70. XVI w.) zmienił znaczenie na kobietę grubiańską lub nieskromną. W 1592 po raz pierwszy został użyty w znaczeniu dziewczyny, która zachowuje się jak niesforny chłopak.
W XXI w. ma podobne znaczenie co jego polski odpowiednik, choć według hasła w Oxford English Dictionary termin ten kojarzy się także z dziewczyną, która lubi niegrzeczne, hałaśliwe zachowanie, które tradycyjnie przypisuje się chłopcom.

## Galeria

Kilka przykładowych zdjęć dorosłych kobiet ubierających się po męsku:
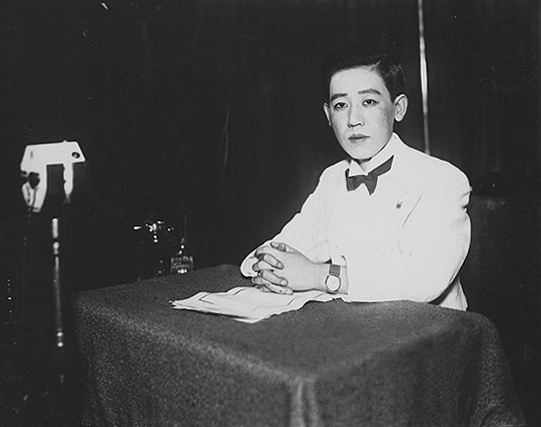
Yoshiko Kawashima, „w połowie chłopczyca, w połowie heroina”
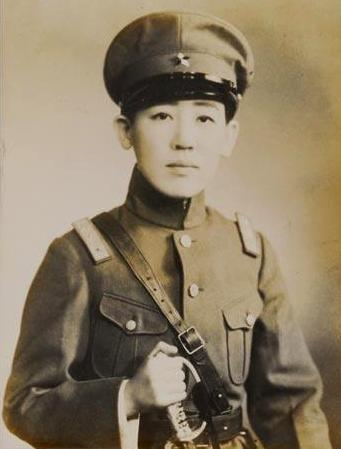
Yoshiko Kawashima w mundurze wojskowym Mandżukuo
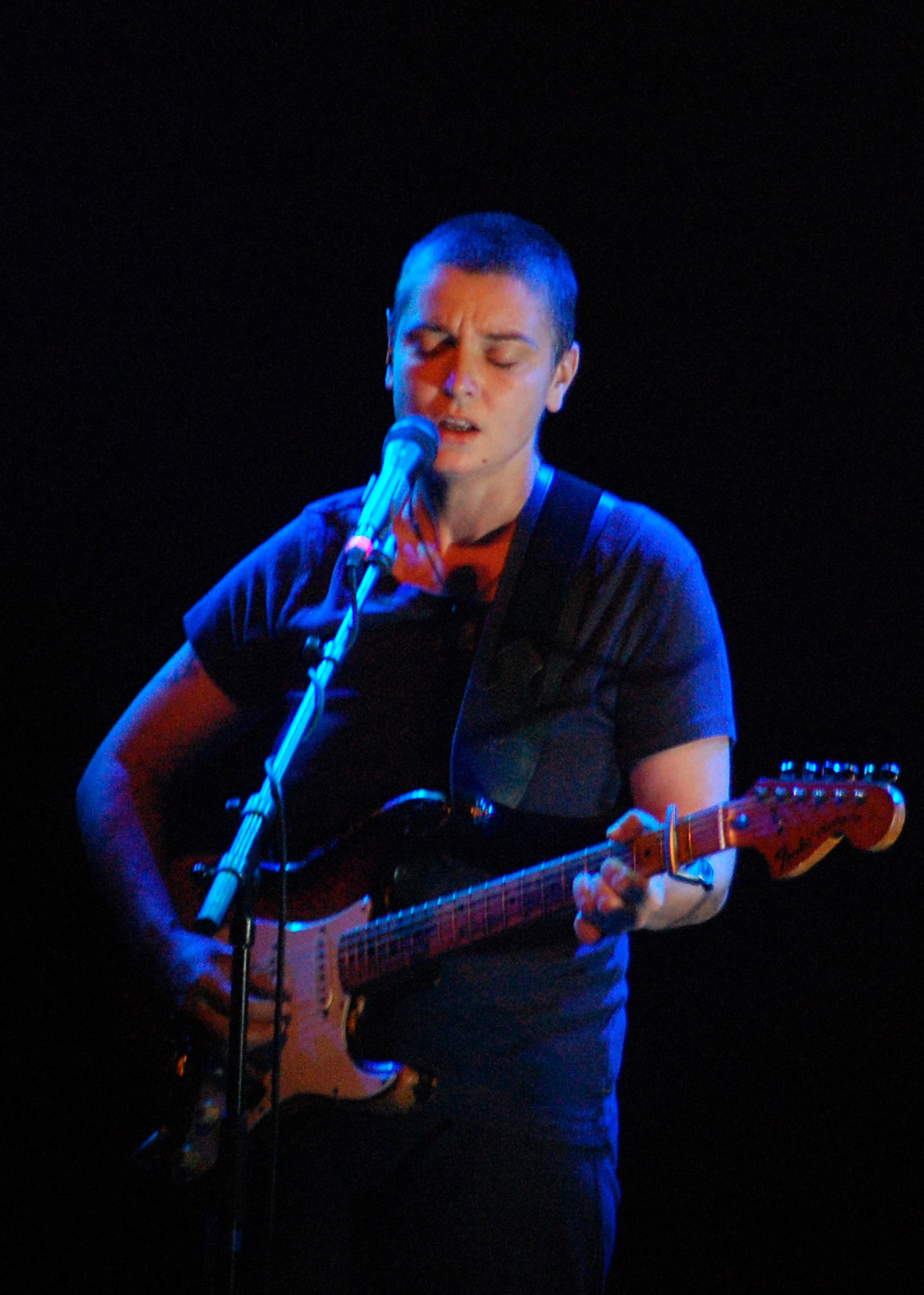
Sinéad O’Connor w czasie występu w 2008
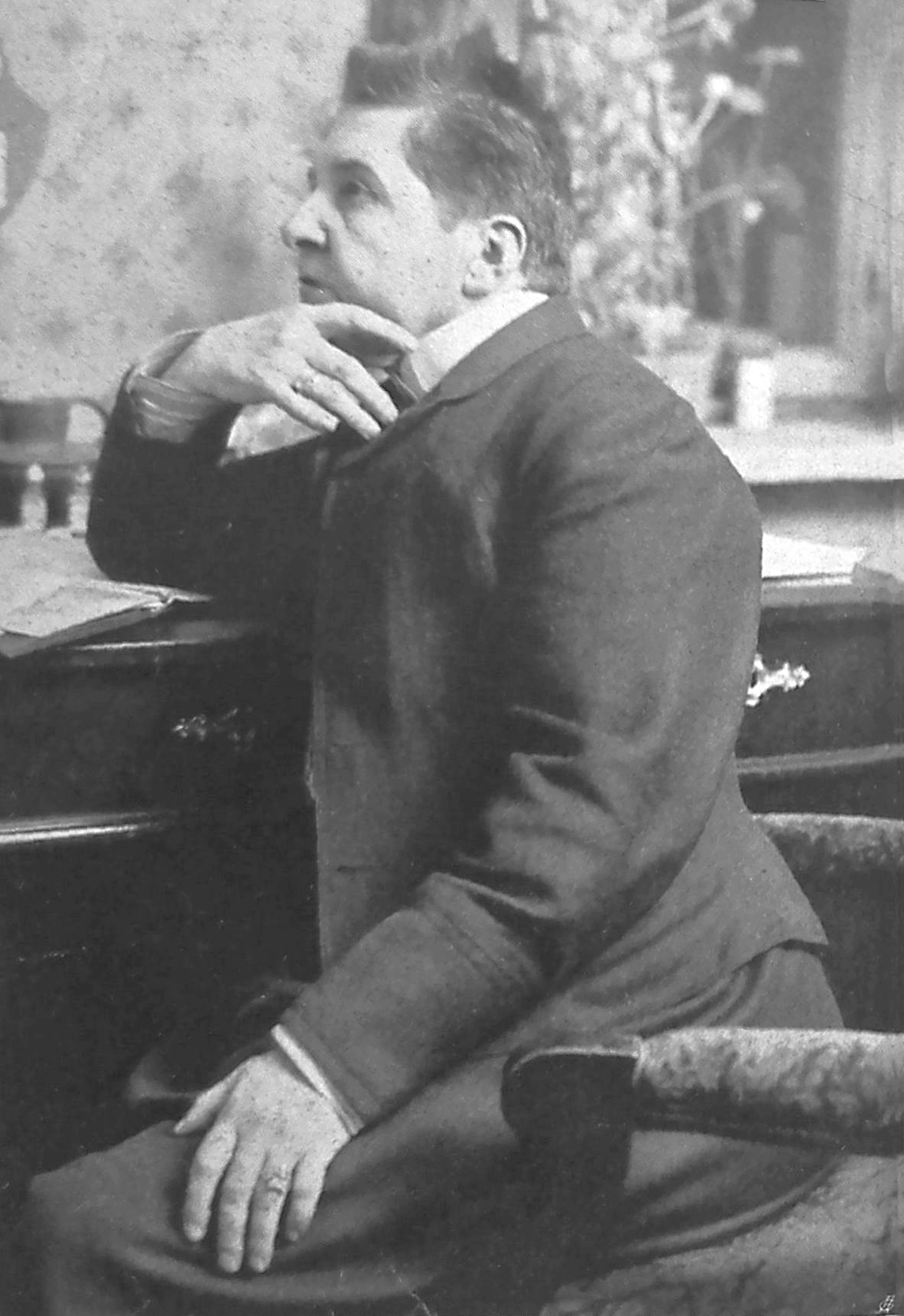
Maria Rodziewiczówna, polska pisarka, ok. 1911
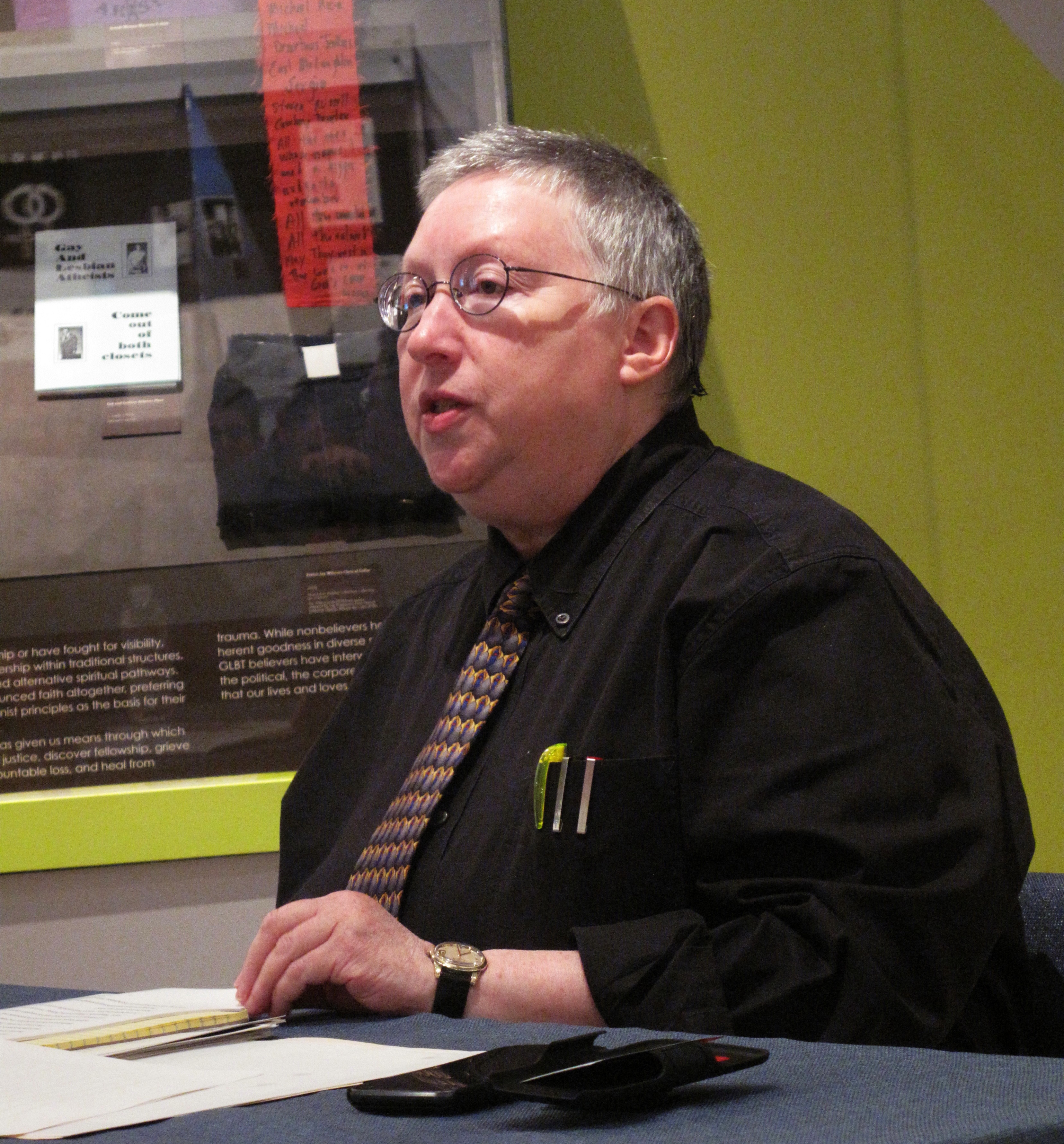
Pisarka Gayle Rubin w czasie rozmowy w 2012